# Marina di Novaglie
Marina di Novaglie o semplicemente Novaglie (Nuvàjie in dialetto salentino) è una località balneare della provincia di Lecce, pertinente alla municipalità di Alessano. È collocata sul tratto di costa adriatica tra Marina Serra e Gagliano del Capo, caratterizzata da una bassa scogliera.

## Storia
La località era abitata già in tempi antichissimi, come testimoniano numerose grotte adibite a laure basiliane nel Medioevo e a ricovero per pescatori in seguito. Le origini del toponimo sono incerte: è forse ricollegabile al processo di bonifica che nell'XI secolo interessò la zona, rimettendo "a nuovo" aree boschive e pietrose rendendole abitabili.
L'esistenza di alcune sorgenti di acqua dolce fece di Novaglie una località strategica per i pirati Saraceni che vi si recavano per rifornirsi. Nel XVI secolo, proprio per contrastare i Saraceni, venne costruita la Torre del Porto, oggi ridotta ad un ammasso di detriti.
Fin dall'antichità la costa di Novaglie è stata utilizzata come punto d'attracco per navi e barche che solcavano l'Adriatico, come testimonia il toponimo Porto Vecchio dato al tratto di costa più a Sud; nel corso dei secoli alcuni tratti di scogliera sono stati scavati e rimodellati a tale scopo.
Durante la Seconda Guerra Mondiale le scogliere di Novaglie furono utilizzate come avamposto tattico per le osservazioni marittime; sul tratto di scogliera denominato Punta Rossa è ancora oggi visibile una torretta in cemento e pietra utilizzata dai soldati per scrutare il mare.
Nel secondo dopoguerra alcuni tratti di scogliera furono scavati e risistemati in modo da consentire ai pescatori di tirare in secco le loro imbarcazioni; risale al 1973 la costruzione di un piccolo porto, in uso fino al 2017.
Nel 1903 una facoltosa famiglia locale edificò la prima villa a uso esclusivo di residenza estiva; successivamente molte famiglie seguirono la medesima tendenza che si è protratta per tutto il XX secolo. Talvolta le nuove abitazioni sono state realizzate ampliando o ristrutturando ricoveri per pescatori e pajare presenti in loco. 
Fino agli albori del XXI secolo il nucleo abitativo era comunque costituito da pochissime case; negli ultimi decenni si è sviluppato sotto l'impulso dell'edilizia turistica.
Benché la località sia abitata principalmente d'estate, un ristretto numero di persone vi dimora stabilmente.

## Luoghi d'interesse
Novaglie ospita due antiche laure basiliane nella zona del nuovo porto, scavate nella roccia a partire da due cavità naturali; adibite nel tempo a ricovero per imbarcazioni, è possibile scorgere in esse tratti di scrittura graffita. 
Presente inoltre una cappella dedicata alla Madonna addolorata risalente al XX secolo, facente parte di un'abitazione privata. 

### Torre del Porto di Novaglie
La torre fu edificata intorno al 1560, a opera di Giovanni Vincenzo Spalletta di Nardò. Intorno al 1610 fu parzialmente ricostruita: in questa occasione fu permesso ai muratori di impastare la calce con acqua di mare, cosa che probabilmente ne causò il rapido degrado; nel 1777, infatti, la torre era già diroccata. Oggi rimane visibile parte del basamento originario, realizzato in pietrame irregolare e terra rossa. In passato comunicava visivamente a nord con Torre del Ricco e a sud con la scomparsa Torre Montelungo.

### Grotte
Il tratto di costa su cui sorge Novaglie è ricco di grotte naturali di notevole interesse paesaggistico, geologico e storico. Tutte le grotte sono accessibili via mare, anche se il ritrovamento di fossili di animali marini datati a circa 30.000 anni fa testimonia che in epoca remota esse furono sommerse; nel paleolitico, invece, a causa delle glaciazioni il livello del mare si abbassò notevolmente, e le grotte furono spesso adibite a rifugio umano. Ciò è stato provato dal ritrovamento di un ciottolo inciso da mano umana nelle Grotte Cipolliane, databile a 10.000 anni fa.
Le principali grotte della costa novagliese, da Nord a Sud, sono le seguenti:
- Grotta Azzurra: così chiamata per la caratteristica colorazione delle acque al suo interno, è un'ampia grotta dotata di due ingressi la cui camera è divisa in due parti da una barriera naturale di rocce.
- Grotta del Diavolo: si tratta di una piccola grotta con una ristretta camera che si trova a ridosso della costa nell'ampio golfo di Novaglie, di fronte alla falesia tradizionalmente denominata Punta Rossa. Poiché la grotta è molto buia (essendo essa orientata contro il sole) e la sua camera termina in un minuscolo inghiottitoio, probabilmente in tempi antichi essa è stata ritenuta la porta degli inferi, da cui il nome[8]. Al di sopra di questa grotta si trovano le rovine della Torre d'avvistamento.
- Grotta di Porto Vecchio, si trova nella zona denominata appunto Porto Vecchio ed è una piccola grotta con un ripiano erboso sovrastante la camera principale. Un tempo era conosciuta anche come grotta della Madonnina per via di un masso bianco al centro del palco superiore, successivamente franato in mare, che ricordava vagamente la statua di una Madonna.
- Grotte delle Cipolliane: si tratta di un complesso di due grotte dalla particolare caratteristica di avere due camere, una a livello del mare e l'altra a essa immediatamente sovrapposta. Singolarmente, esse vengono chiamate  Grotta del Presepe (poiché la sua camera superiore evoca la grotticella di un presepe) e Grotta dell'Elefante (a causa di una formazione rocciosa simile ad un elefante). Quest'ultima è molto importante per il rinvenimento al suo interno di un ciottolo intagliato da mano umana risalente al paleolitico ed esposto al Museo Civico di Paleontologia e Paletnologia di Maglie. Dal 2013 l'antico tratturo che da Novaglie conduceva a Gagliano del Capo costeggiando le due grotte è stato riattrezzato e aperto al pubblico come percorso escursionistico; tramite esso è possibile accedere alle due camere superiori delle Cipolliane.

## Flora
Una pianta endemica di questa zona è il Fiordaliso pugliese (Centaurea japygica), largamente presente sugli scogli a ridosso del mare .